# James Island (British Columbia)
Die Insel James Island, eine von British Columbias Gulf Islands, liegt in der Haro-Straße, ca. 2,4 km vor der Küste von Vancouver Island entfernt. James Island liegt zwischen Sidney Island und der Küste von Vancouver Island in der Nähe von Sidney. James Island erhebt sich bis zu 58 m über den Meeresspiegel und bedeckt eine Fläche von 315 ha. An den südlichen, westlichen und östlichen Küsten bestehen Klippen, deren südliche am höchsten sind.

## Ortsnamen
In SENÖOŦEN, der Sprache der WSÁNE Nationen, heißt die Insel P'AQwƎČ.
Laut John Thomas Walbran wurde die Insel „benannt von den frühen Siedlern, circa 1853, nach ... James Douglas“. Douglas war ein Hauptfaktor der Hudson’s Bay Company und Zweiter Gouverneur der Kolonie Vancouver Island. Weiterhin schreibt Walbran: „Name angenommen von Kapitän Richards, HMS Plumper, 1858.“ Von 1857 bis 1862 überwachte Richards die hydrographische Untersuchungen an der Südküste von British Columbia.

## Geschichte
Die Insel liegt in den traditionellen Territorien der Tsawout First Nation. Ihr letzter erblicher Häuptling Louie Pelkey wurde 1860 auf der Insel geboren. Obwohl sich diese östlich des North Saanich-Douglas-Vertragsgebiets und südlich des Hul'q'umin'um-Vertragsgebiets befindet, gehört er zu keinem Douglas-Vertragsgebiet.
In den frühen 1900er Jahren diente die Insel sogenannten Sportjägern, darunter auch dem Premier der Provinz zwischen 1903 und 1915, Richard McBride. 1913 wurde auf der Insel eine Dynamitfabrik errichtet, die zu einem Unternehmen gehörte, das sich mit Canadian Explosives Ltd zusammenschloss, die ihrerseits 1927 ihren Namen in die Canadian Industries Limited (CIL) änderte. Von Beginn des Zweiten Weltkriegs an wurde die Fabrik von der Defense Industries Ltd, einer Tochtergesellschaft der CIL geführt. Die Fabrik und viele ihrer Arbeiterhäuschen waren von Nanaimo auf die Insel verlegt worden. Auf seinem Höhepunkt beschäftigte die Fabrik 800 Personen, von denen die meisten in einem kleinen, verkehrsfreien Dorf am gegenüberliegenden Ende der Insel lebten. Während des Zweiten Weltkriegs produzierte die Fabrik 900 Tonnen TNT pro Monat. Die TNT-Anlage wurde 1977 geschlossen, und das Dorf wurde 1979 auseinandergebaut und von der Insel verlegt.
Sie wurde 1994 von Craig McCaw für 19 Millionen Dollar gekauft. Seitdem gab es wiederholte rechtliche Schritte gegen ICI (früher CIL), da der neue Besitzer nicht in der Lage war, die Insel zu besiedeln. Seiner Ansicht nach liegt das an der Industriegeschichte der Insel, die allerdings zum Zeitpunkt des Verkaufs gut dokumentiert war. Die jüngsten Luxus-Resorts umfassen einen Golfplatz, einen Jachtanlegeplatz, eine Wasserflugzeug-Rampe und eine Landebahn.
McCaw hat Berichten zufolge Umweltauflagen auf James Island eingeführt, laut denen Insektizide verboten sind, Stromleitungen verlegt werden müssen und Elektroautos sowie Golfwagen für den Transport verwendet werden. Die Insel war 2009 mit fast 76 Millionen Dollar das Eigentum mit dem höchsten bemessenen Wert im Capital Regional District. Im Juni 2012 wurde die Insel zu einem Preis von 75 Millionen Dollar auf den Markt gebracht. Sie steht Berichten zufolge nicht mehr zum Verkauf.

## Ökologie
Laut dem Biogeoclimatic Ecosystem Classification of the British Columbia Forest Service liegt die gesamte Insel im Coastal Douglas Fir Lowland.

## Lokale Verwaltung
James Island befindet sich im Capital Regional District aber auch innerhalb der North Pender Island Local Trust Area des Islands Trust. Die Regelung der Landnutzung unterliegt dem  Islands Trust mit Stellungnahme des North Pender Local Trust Committee. Lokale Regierungsangelegenheiten, sieht man von der Landnutzung ab, werden durch den Regional District für die Southern Gulf Islands sowie von der Electoral Area G wahrgenommen. Beide zusammen wählen einen Direktor.
Obwohl das North Pender Local Trust Committee Autorität über die Landnutzung hat und auf der Insel keine ansässigen Grundbesitzer leben, hat James Island einen eigenen official community plan und ist unabhängig von North Pender.